# Serie A 1963-1964 (pallacanestro maschile)
Il campionato di Serie A pallacanestro maschile 1963-1964, secondo livello del 42º campionato italiano è il 9° dall'ultima riforma dei campionati. Le squadre sono divise in quattro gironi, nei quali si incontrano in partite di andata e ritorno; la vittoria vale due punti e la sconfitta uno. Le quattro vincitrici disputano un girone finale, sempre all'italiana, con partite di andata e ritorno e le prime due classificate vengono promosse in Prima Serie, le ultime due di ogni raggruppamento scendono in Serie B.

## Girone A

### Classifica
|  |     | Classifica finale 1963-1964 | Pt | G  | V  | P  | PtF  | PtS  |
|  | --- | --------------------------- | -- | -- | -- | -- | ---- | ---- |
|  | 1.  | All'Onestà Milano           | 35 | 18 | 17 | 1  | 1371 | 1033 |
|  | 2.  | Ursusgomma Vigevano         | 32 | 18 | 14 | 4  | 1228 | 1030 |
|  | 3.  | Victoria Pesaro             | 29 | 18 | 11 | 7  | 1326 | 1188 |
|  | 4.  | Riv Torino                  | 27 | 18 | 9  | 9  | 1087 | 1078 |
|  | 4.  | Pelgom Imola                | 27 | 18 | 9  | 9  | 1013 | 1089 |
|  | 6.  | Libertas Forlì              | 26 | 18 | 8  | 10 | 979  | 1078 |
|  | 7.  | Coldirodese                 | 25 | 18 | 7  | 11 | 971  | 997  |
|  | 8.  | Libertas Pesaro             | 24 | 18 | 6  | 12 | 1047 | 1186 |
|  | 9.  | La Torre Reggio Emilia      | 23 | 18 | 5  | 13 | 1089 | 1235 |
|  | 10. | Banco Ambrosiano            | 22 | 18 | 4  | 14 | 972  | 1169 |

### Risultati
| Risultati              | On.MI. | V.Pe  | REG   | Li.Pe | FOR   | TOR   | Ba.Am | IMO   | VIG   | COL   |
| ---------------------- | ------ | ----- | ----- | ----- | ----- | ----- | ----- | ----- | ----- | ----- |
| All'Onestà Milano      |        | 79-63 | 98-63 | 79-47 | 65-42 | 83-75 | 83-45 | 88-49 | 79-76 | 76-53 |
| Victoria Pesaro        | 74-93  |       | 95-51 | 88-75 | 83-62 | 88-55 | 64-45 | 99-74 | 77-75 | 74-54 |
| La Torre Reggio Emilia | 58-76  | 64-58 |       | 73-57 | 62-63 | 59-73 | 84-71 | 66-53 | 74-79 | 63-53 |
| Libertas Pesaro        | 62-74  | 55-77 | 64-57 |       | 65-48 | 57-53 | 64-50 | 58-56 | 69-79 | 57-51 |
| Libertas Forlì         | 52-69  | 53-69 | 58-55 | 61-53 |       | 53-50 | 65-52 | 59-63 | 51-55 | 49-48 |
| Riv Torino             | 62-64  | 74-71 | 53-49 | 78-54 | 59-54 |       | 58-64 | 59-37 | 57-65 | 52-47 |
| Banco Ambrosiano       | 44-75  | 61-67 | 56-55 | 56-48 | 56-60 | 53-69 |       | 54-58 | 46-74 | 65-56 |
| Virtus Imola           | 60-74  | 67-56 | 76-60 | 65-61 | 59-52 | 51-55 | 60-55 |       | 43-39 | 42-44 |
| Pallacanestro Vigevano | 59-57  | 94-70 | 79-50 | 83-51 | 60-61 | 67-50 | 66-49 | 61-47 |       | 58-44 |
| Coldirodese            | 49-59  | 57-53 | 73-46 | 58-50 | 55-36 | 62-55 | 63-50 | 49-53 | 55-59 |       |

## Girone B

### Classifica
|  |     | Classifica finale 1963-1964 | Pt | G  | V  | P  | PtF  | PtS  |
|  | --- | --------------------------- | -- | -- | -- | -- | ---- | ---- |
|  | 1.  | Reyer Venezia               | 33 | 18 | 15 | 3  | 1210 | 981  |
|  | 2.  | APU Lignano Udine           | 30 | 18 | 12 | 6  | 1157 | 1061 |
|  | 3.  | Ginnastica Triestina        | 29 | 18 | 11 | 7  | 1147 | 1042 |
|  | 3.  | Stamura Ancona              | 29 | 18 | 11 | 7  | 1203 | 1142 |
|  | 5.  | Recoaro Vicenza             | 28 | 18 | 10 | 8  | 1063 | 1050 |
|  | 5.  | Safog Gorizia               | 28 | 18 | 10 | 8  | 1259 | 1298 |
|  | 7.  | Soja Ravenna                | 27 | 18 | 9  | 9  | 1054 | 1061 |
|  | 8.  | Virtus Friuli Udine         | 23 | 18 | 5  | 13 | 882  | 1014 |
|  | 8.  | Pallacanestro Treviso       | 23 | 18 | 5  | 13 | 936  | 1128 |
|  | 10. | Don Bosco Trieste           | 20 | 18 | 2  | 16 | 983  | 1117 |

NOTE: Primi derby udinesi in serie A (APU-Virtus Udine), entrambi vinti dalla APU.

### Risultati
| Risultati             | VEN   | Ap.UD | Gi.TS | VIC   | DB.TS | GOR   | RAV   | TRE   | ANC   | Vi.UD |
| --------------------- | ----- | ----- | ----- | ----- | ----- | ----- | ----- | ----- | ----- | ----- |
| Reyer Venezia         |       | 57-49 | 86-55 | 65-55 | 72-44 | 92-70 | 78-38 | 61-46 | 77-65 | 71-44 |
| APU Lignano Udine     | 46-51 |       | 59-56 | 65-60 | 63-59 | 72-58 | 79-65 | 59-37 | 94-85 | 85-59 |
| Ginnastica Triestina  | 52-61 | 71-68 |       | 69-55 | 69-53 | 82-53 | 52-47 | 82-45 | 68-78 | 68-33 |
| Recoaro Vicenza       | 51-49 | 51-59 | 67-62 |       | 64-57 | 80-54 | 60-45 | 61-47 | 72-59 | 56-49 |
| Don Bosco Trieste     | 68-76 | 50-48 | 54-59 | 50-53 |       | 57-71 | 46-56 | 58-45 | 61-64 | 39-47 |
| Safog Gorizia         | 84-72 | 68-63 | 81-74 | 74-57 | 89-86 |       | 65-64 | 89-71 | 99-88 | 83-67 |
| Soja Ravenna          | 50-64 | 60-61 | 56-45 | 63-47 | 74-59 | 78-65 |       | 70-51 | 63-47 | 61-51 |
| Pallacanestro Treviso | 57-71 | 62-83 | 45-57 | 56-68 | 41-37 | 60-55 | 75-65 |       | 53-47 | 54-42 |
| Stamura Ancona        | 62-56 | 67-55 | 53-75 | 78-63 | 68-56 | 80-56 | 71-50 | 76-46 |       | 57-43 |
| Virtus Friuli Udine   | 45-51 | 45-49 | 48-51 | 49-43 | 58-49 | 55-45 | 45-49 | 47-45 | 55-58 |       |

### Spareggio salvezza
| 12 aprile 1964 | Pallacanestro Treviso | 61 – 51 | Friuli Udine |  |

## Girone C

### Classifica
|  |     | Classifica finale 1963-1964 | Pt | G  | V  | P  | GF   | GS   |
|  | --- | --------------------------- | -- | -- | -- | -- | ---- | ---- |
|  | 1.  | Alcisa Bologna              | 33 | 18 | 15 | 3  | 1273 | 1005 |
|  | 2.  | Fortitudo Bologna           | 32 | 18 | 14 | 4  | 1412 | 1193 |
|  | 2.  | Olimpia Cagliari            | 32 | 18 | 14 | 4  | 1375 | 1081 |
|  | 4.  | Amatori Carrara             | 31 | 18 | 13 | 5  | 1229 | 1120 |
|  | 5.  | Portuale Livorno            | 27 | 18 | 9  | 9  | 1203 | 1165 |
|  | 6.  | Kartos Montecatini          | 25 | 18 | 7  | 11 | 1122 | 1278 |
|  | 7.  | Sebastiani Rieti            | 24 | 18 | 6  | 12 | 1025 | 1204 |
|  | 8.  | MDA Roma                    | 23 | 18 | 5  | 13 | 1059 | 1226 |
|  | 8.  | Roseto Basket               | 23 | 18 | 5  | 13 | 1167 | 1260 |
|  | 10. | Permaflex Pistoia           | 20 | 18 | 2  | 16 | 1062 | 1395 |

### Risultati
| Risultati         | ALBO  | ACAR  | FOBO  | MONT  | OLCA  | PEPI   | POLI  | SRIE  | ROSE   | MROM  |
| ----------------- | ----- | ----- | ----- | ----- | ----- | ------ | ----- | ----- | ------ | ----- |
| Alcisa Bologna    |       | 79-59 | 80-46 | 80-55 | 60-56 | 85-44  | 74-62 | 86-44 | 73-52  | 78-48 |
| Amatori Carrara   | 68-62 |       | 84-73 | 79-55 | 59-62 | 90-60  | 57-39 | 66-47 | 104-66 | 60-51 |
| Fortitudo Bologna | 76-71 | 79-67 |       | 97-57 | 94-81 | 107-60 | 77-63 | 83-70 | 90-72  | 68-59 |
| SC Montecatini    | 59-66 | 66-70 | 60-92 |       | 74-73 | 81-70  | 57-45 | 79-64 | 67-66  | 66-56 |
| Olimpia Cagliari  | 76-63 | 81-57 | 78-61 | 95-51 |       | 86-38  | 66-41 | 91-50 | 103-66 | 78-44 |
| Permaflex Pistoia | 66-75 | 53-56 | 54-68 | 46-66 | 60-70 |        | 54-75 | 54-62 | 70-62  | 79-74 |
| Portuale Livorno  | 52-80 | 69-57 | 71-68 | 83-64 | 73-64 | 103-65 |       | 73-54 | 88-70  | 92-67 |
| Sebastiani Rieti  | 38-44 | 68-82 | 51-91 | 78-67 | 46-50 | 64-55  | 59-52 |       | 53-49  | 75-51 |
| Basket Roseto     | 45-56 | 61-64 | 50-57 | 55-46 | 80-80 | 95-65  | 69-63 | 81-59 |        | 70-60 |
| MDA Roma          | 59-61 | 49-50 | 65-85 | 63-52 | 64-83 | 76-69  | 63-59 | 50-43 | 60-58  |       |

### Spareggio salvezza
| 12 aprile 1964 | MDA Roma | 69 – 53 | Roseto Basket |  |

## Girone D

### Classifica
|  |     | Classifica finale 1963-1964 | Pt  | G  | V  | P  | GF   | GS   |
|  | --- | --------------------------- | --- | -- | -- | -- | ---- | ---- |
|  | 1.  | Fulgor Puteoli Pozzuoli     | 33  | 18 | 15 | 3  | 1290 | 999  |
|  | 2.  | Libertas Brindisi           | 32  | 18 | 14 | 4  | 1193 | 961  |
|  | 2.  | Ex Alunni Massimo Roma      | 32  | 18 | 14 | 4  | 1138 | 957  |
|  | 4.  | Pallacanestro Bari          | 31  | 18 | 13 | 5  | 1129 | 1042 |
|  | 5.  | Fiamma Roma                 | 28  | 18 | 10 | 8  | 1041 | 940  |
|  | 6.  | Simmenthal Messina          | 25  | 18 | 7  | 11 | 923  | 974  |
|  | 7.  | Pallacanestro Siracusa      | 23  | 18 | 5  | 13 | 903  | 1007 |
|  | 8.  | Pallacanestro Catanzaro     | 23  | 18 | 5  | 13 | 811  | 1068 |
|  | 9.  | Rosmini Trapani             | 22  | 18 | 4  | 14 | 865  | 1057 |
|  | 10. | Cestistica Foggia           | 20* | 18 | 3  | 15 | 854  | 1142 |

- penalizzazione di un punto

### Risultati
| Risultati              | BAR   | BRI   | CAT    | FOG    | MES   | POZ   | Ex.RO | Fi.RO | SIR   | TRA   |
| ---------------------- | ----- | ----- | ------ | ------ | ----- | ----- | ----- | ----- | ----- | ----- |
| Pallacanestro Bari     |       | 60-57 | 0-2    | 84-50  | 70-64 | 80-70 | 80-78 | 73-68 | 70-57 | 83-52 |
| Libertas Brindisi      | 79-57 |       | 91-41  | 82-49  | 63-45 | 71-55 | 63-50 | 64-56 | 61-51 | 67-46 |
| Pall. Catanzaro        | 51-58 | 44-66 |        | 52-39  | 49-39 | 51-70 | 69-81 | 37-64 | 36-38 | 53-35 |
| Cest. Foggia           | 46-63 | 49-80 | 44-46  |        | 42-51 | 61-78 | 62-69 | 65-61 | 46-44 | 61-57 |
| Simmenthal Messina     | 56-69 | 60-68 | 64-54  | 2-0    |       | 53-69 | 44-42 | 56-51 | 58-35 | 71-38 |
| Fulgor Pozzuoli        | 71-60 | 79-54 | 105-48 | 108-45 | 67-57 |       | 68-58 | 45-37 | 76-37 | 70-45 |
| Ex Alunni Massimo Roma | 72-60 | 72-54 | 80-38  | 96-67  | 71-56 | 71-59 |       | 68-54 | 55-49 | 68-51 |
| Fiamma Roma            | 73-63 | 58-57 | 69-50  | 68-53  | 76-47 | 65-66 | 0-2   |       | 71-51 | 53-47 |
| Pallacanestro Siracusa | 52-53 | 46-58 | 70-42  | 49-41  | 61-55 | 50-67 | 47-57 | 46-52 |       | 82-62 |
| Rosmini Trapani        | 44-46 | 43-58 | 55-48  | 52-34  | 49-45 | 56-67 | 36-46 | 50-65 | 47-38 |       |

## Finali promozione

### Classifica
|  |    | Classifica finale 1963-1964 | Pt | G | V | P | PtF | PtS |
|  | -- | --------------------------- | -- | - | - | - | --- | --- |
|  | 1. | All'Onestà Milano           | 11 | 6 | 5 | 1 | 324 | 291 |
|  | 2. | Reyer Venezia               | 10 | 6 | 4 | 2 | 379 | 360 |
|  | 3. | Alcisa Bologna              | 9  | 6 | 3 | 3 | 296 | 305 |
|  | 4. | Fulgor Puteoli Pozzuoli     | 6  | 6 | 0 | 6 | 232 | 275 |

### Risultati
| Risultati               | MIL   | VEN   | BOL   | POZ   |
| ----------------------- | ----- | ----- | ----- | ----- |
| All'Onestà Milano       |       | 63-45 | 75-56 | 2-0   |
| Reyer Venezia           | 78-64 |       | 57-59 | 79-62 |
| Alcisa Bologna          | 57-59 | 54-57 |       | 68-57 |
| Fulgor Puteoli Pozzuoli | 55-61 | 58-63 | 0-2   |       |

## Verdetti
All'Onestà Milano vince il piccolo scudetto della Serie A
Formazione: Sandro Gamba, Dante Masocco, V. Milanaccio, L. Ongaro, Pessina , Scheiola. Gnocchi , Galletti, Brega, Morini, Biancheri. 

## Fonti
Il Corriere dello Sport edizione 1963-64
La Gazzetta del Mezzogiorno edizione 1963-64
La Gazzetta dello Sport edizione 1963-64